# Pop Star, The Album
Pop Star, The Album — дебютный студийный альбом испанского продюсера и диджея Брайана Кросса, выпущенный 26 февраля 2013 лейблом Sony Music Entertainment. Выходу альбома предшествовали синглы: «Why Don’t You» и «Dream Alive», выпущенные в 2011 году, «Soldier» и «Together», выпущенные в 2012 году, а также новый сингл, выпущенный в январе 2013 года — «Boom Boom», записанный при участии певицы Inna.

## Об альбоме
Pop Star, The Album привлек большое внимание со стороны СМИ, в связи с большим количеством известных мировых исполнителей, принявших участие в записи композиций, которые вошли в альбом. Среди них: румынская певица Inna, российский хип-хоп-исполнитель Timati, английская певица Sophie Ellis-Bextor, испанская певица Mandy Santos, американская R'n'B-певица Leah LaBelle, испанская певица Monica Naranjo и многие другие.
5 августа 2012 года был представлен трек «I'm Fucking Awesome» совместно с Тимати на «Popstar» в Amnesia Ibiza.

## Список композиций
| №                   | Название                                      | Длительность |
| ------------------- | --------------------------------------------- | ------------ |
| 1.                  | «Together (Radio Mix)» (feat. Daniel Gidlund) | 3:47         |
| 2.                  | «Boom Boom» (feat. Inna)                      | 3:19         |
| 3.                  | «Soldier» (feat. Daniel Gidlund)              | 3:39         |
| 4.                  | «More Than a Lover» (feat. Marian Dacal)      | 3:38         |
| 5.                  | «Aviator» (feat. Mandy Santos)                | 3:37         |
| 6.                  | «Gimme a Smile» (feat. Jackie Sagana)         | 3:26         |
| 7.                  | «Oh La La» (feat. D Mol)                      | 2:58         |
| 8.                  | «I’m Fucking Awesome» (feat. Timati)          | 4:07         |
| 9.                  | «Save Myself» (feat. Sophie Ellis-Bextor)     | 4:10         |
| 10.                 | «Shot Gun» (feat. Leah LaBelle)               | 3:18         |
| 11.                 | «Dream Alive» (feat. Monica Naranjo)          | 4:26         |
| 12.                 | «Crying for Heaven» (feat. Monica Naranjo)    | 6:23         |
| 13.                 | «Whatever It Takes» (feat. Marta Sánchez)     | 3:39         |
| 14.                 | «Why Don’t You» (feat. Recardo Patrick)       | 3:37         |
| Общая длительность: | Общая длительность:                           | 54:04        |